# Red Hot Organization
A Organização Red Hot é uma organização internacional sem fins lucrativos, 501(c) 3, promotora da diversidade por meio da igualdade de acesso aos cuidados da saúde, promovendo suas ações por meio da cultura pop como uma das formas de divulgação e promoção.
Desde a sua criação em 1989, muitos artistas, produtores e diretores contribuíram na realização de dezenas de álbuns de compilação, programas de televisão relacionados e campanhas beneficentes que arrecadaram doações além de 10 milhões de dólares destinados a conscientização e cuidados sobre o HIV/AIDS em todo o mundo.
A coleção da Organização Red Hot foi doada à Biblioteca Fales, localizada na cidade de Nova Iorque, em 2006.
Archived copy" (PDF). Archived from the original (PDF) on July 23, 2008. Retrieved April 6, 2009.
Christopher John Farley, "Music: Beautifully Blurred", Time, August 30, 1999
"Red Hot | About". redhot.org. Retrieved 2023-10-01.
Rosenberg, Howard (1990-11-30). "ABC Takes Strides With 'Red, Hot'--and Bold--Special : Television: The network gambles with a straight-talking music-video special on AIDS awareness featuring Cole Porter tunes". Los Angeles Times. Retrieved 2023-10-01.
Alanna Nash, "Music Review: Red Hot + Country", Entertainment Weekly, October 14, 1994
Time Magazine, "The Best Music of 1994", Time magazine, Dec - Jan 1995
Time magazine, Dec-Jan 1995
"Browse All - Images from the History of Medicine (NLM)". Hm.nlm.nih.gov. Archived from the original on 2009-03-23. Retrieved 2016-04-10.
Andersen, Nick (June 29, 2011). "Red Hot Organization Hits Brazil in 'Red Hot+Rio 2′ Album". Wall Street Journal Speakeasy. Retrieved June 29, 2011.
"New CDs in Review, 6/28/11". The Denver Post. June 27, 2011. Retrieved 2011-06-28.
Amos, Shawn (September 5, 2011). "Play>Skip: This Week's New Music". Huffington Post.
"Master Mix: Red Hot + Fela/". Red Hot. Retrieved 2016-04-10.
"Master Mix: Red Hot + Bach/". Red Hot. Retrieved 2016-04-10.
"Master Mix: Red Hot + Arthur Russell". Red Hot. Retrieved 2016-04-10.